# Kan-ťiang
Kan-ťiang (čínsky pchin-jinem 'Gàn Jiāng', znaky :赣江) je řeka v ČLR (Ťiang-si). Je 801 km dlouhá. Povodí má rozlohu 94 900 km².

## Průběh toku
Vzniká soutokem několika zdrojnic, jež stékají z pohoří Nanlin a Wu-i-šang a teče převážně po mezihorské rovině. Ústí do jezera Pcho-jang-chu (povodí Jang-c’-ťiangu).

### Přítoky
- zleva – Jüan-šuej, Ťin-ťiang, Liao-šuej

## Vodní režim
Řeka má dostatek vody po celý rok. Maximum nastává díky monzunovým dešťům v létě.

## Využití
Využívá se na plavení dřeva. Na řece leží města Kan-čou (od něj je možná vodní doprava), Nan-čchang.